# Station Étainhus-Saint-Romain
Station Étainhus-Saint-Romain is een spoorwegstation in de Franse gemeente Étainhus.